# Großer Schnaaper See
Der Große Schnaaper See (dänisch Store Snap Sø) liegt wenige hundert Meter nordwestlich des Windebyer Noors beim Gut Schnaap im Gebiet der Stadt Eckernförde im Kreis Rendsburg-Eckernförde.
Er grenzt an seinem Nordufer an die Gemeinde Gammelby und an seinem West- und Südwestufer an die Gemeinde Windeby.
Der See hat eine Fläche von knapp 17 Hektar und eine Uferlänge von 1,66 Kilometer. Er ist bis zu etwa 20 Meter tief. Der See verfügt über eine von der Gemeinde Windeby auf Eckernförder Areal betriebene Badestelle, die eine gute Wasserqualität aufweist.
Der Abfluss des Sees erfolgt über die Schnaaper Au zunächst in den Kleinen Schnaaper See und von dort aus in das Windebyer Noor. Das oberirdische Wassereinzugsgebiet der beiden Schnaaper Seen und der Au insgesamt beträgt 4,445 Quadratkilometer, das für den Großen Schnaaper See alleine 1,04 Quadratkilometer.
Der See ist Teil des FFH-Gebietes Großer Schnaaper See, Bültsee und anschließende Flächen.